# 安东尼·克利福德·格雷林
安东尼·克利福德·格雷林（英語：Anthony Clifford Grayling，/ˈɡreɪlɪŋ/，1949年4月3日—）是一位英国哲学家和作家。

## 著作
有《企鹅哲学史》（The History of Philosophy）、《我們的知與不知：探索科學、歷史、人類心智的知識邊界》（ The Frontiers of Knowledge: What We Now Know about Science, History and the Mind）以及入选牛津通识读本的《维特根斯坦》（Wittgenstein）、《罗素》（Russell）等。